# کاما (جنگ‌افزار)

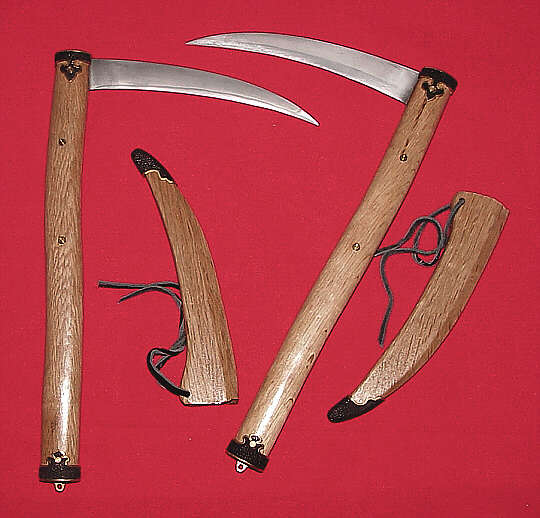
یک جفت کاما

کاما (به ژاپنی: 鎌) (به هیراگانا: かま) (که گاهی آنرا کای یا کای دوگانه نیز می‌نامند. از کامایی که تیغه‌های کند داشته باشد برای تمرین کاتا استفاده می‌کنند و آنرا کاتا کای می‌نامند.) ابزار کشاورزی سنتی ژاپن و فیلیپین است که از آن به عنوان جنگ‌افزار نیز استفاده می‌کنند. کاما در برخی از هنرهای رزمی چینی و کاراته و سیلات بکار گرفته می‌شود.

## تاریخچه
پیش از تبدیل به جنگ‌افزار، از کاما در کشاورزی برای برداشت غلاتی همچون برنج استفاده می‌شده‌است. می‌توان شکل‌های گوناگونی از آن را در جنوب‌شرق آسیا و به ویژه در هنرهای رزمی از اندونزی تا فیلیپین دید. از آن به‌طور محدود در برخی هنرهای رزمی چینی هم استفاده می‌شود. از همین مناطق بوده‌است که این جنگ‌افزار به اوکیناوا راه یافته و در کاراته به کار گرفته شده‌است. 

## تکنیک‌ها
کاما را می‌توان تکی یا دوتایی به کار گرفت. از لبه و نوک تیغه کاما می‌توان استفاده کرد و در کاتاهای اوکیناوایی می‌توان از آنها برای دفاع، گیر انداختن و خلع سلاح حریف استفاده 
کرد. در محلی که تیغه به دسته متصل می‌شود یک برآمدگی وجود دارد که از آن در گیر انداختن چوب حریف استفاده می‌شود؛ اما در کامایی که از آن به عنوان داس کشاورزی استفاده می‌شود این برآمدگی وجود ندارد. معمولاً تیغه آنرا بسیار تیز می‌کنند که می‌تواند به سادگی باعث آسیب رسیدن به تمرین‌کننده تازه‌کار شود. تیزی تیغه آن نه تنها برای آسیب رساندن به حریف بلکه برای ترساندن حریف هم هست. 
در گذشته کاربرد این جنگ‌افزار در کاتا بسیار بوده اما در کاتاهای امروزی آن، حرکات دست را بیشتر از کاما انجام می‌دهند و همان حرکات اندک کاما نیز بیشتر چرخاندن‌های استادانه آن است که با کاتاهای کامای اوکیناوایی تفاوت‌های زیادی دارد.